# I. Ál-Dmitrij orosz cár
Ál-Dmitrij (Moszkva, 16. század – Moszkva, 1606. május 27.), aki 1605 nyarától 1606 májusáig ült a trónon, az egyik legrejtélyesebb személyiség azok közül, akik az orosz trónon ültek. Önmagát hivatalosan Dmitrij Ivanovicsnak nevezte, és azt állította, hogy Dmitrij cárevics, Rettegett Iván csodával határos módon megmenekült fia.
Az állítólagos Dmitrij 1605 nyarától 1606 májusáig ült a trónon. Ez ugyan nem sok idő, de mégis jelentős nyomot hagyott az orosz történelemben és az orosz kultúrában is, amelynek képviselői igyekeztek értelmezni az önjelölt cárnak, mint jelenségnek a lényegét.

## Megjelenése
Az ál-Dmitrij megjelenése előtt az 1601-1603-as időszakban borzasztó éhínség volt. Az egész ország éhezett, a déli területeket kivéve, miután három egymást követő évben rossz volt a termés. Sok ezren lettek az éhínség áldozatai: sokszorosára nőttek a gabonaárak. A nép tudatában ez úgy rögződött, mint Isten büntetése a Borisz Godunov cár által elkövetett bűnökért. Ezért lábra keltek a mondák a „jó cárevicsről”, Dmitrijről, akinek sikerült elrejtőznie a Godunov által küldött hóhérok elől. A történészek mindeddig nem jutottak egyértelmű következtetésre, ki is volt az az ember, aki Dmitrij carevicsnek adta ki magát: egy olasz szerzetes, Grigorij Otrepjev elmenekült orosz szerzetes, vagy ténylegesen Rettegett Iván megmenekült fia.

## Trónra jutása
Akárhogy is volt, a lengyel csapatok segítségével és a lakosság támogatásával ál-Dmitrij megindult Moszkvába, ahol 1605 júniusában  ünnepélyesen bevonult a Kremlbe. Palotaforradalmat indított és megölette Borisz Godunov fiát, Fjodort (16 évesen) anyjával, Marija Grigorjevna Szkuratova-Belszkajával együtt. Godunov lányát Xeniát megerőszakolta és fogságban tartotta öt hónapig.

## Szokásai
Az új cár szeretett enni, és nagy lakomákat rendezett az udvarban. De sokakat zavartak Ál-Dmitrij rendelkezései. A cár elrendelte, hogy ebéd idején szóljon a zene, énekeljenek. Ugyanakkor nem tartotta be a hagyományokat: vagyis nem imádkozott evés előtt, nem mosott kezet étkezés után. Ezen kívül a korábbi uralkodóktól eltérően ál-Dmitrij ebéd után nem aludt, hanem vagy sétált vagy pedig az ügyekkel foglalkozott. Mindezek a változtatások a szokatlanság miatt is ellenérzést keltettek.
Még nagyobb ingerültséget váltott ki, hogy a cár parancsot adott: szolgáljanak fel borjúhúst is a lakomákon. Az oroszok akkor ilyen húst nem ettek, ezt bűnnek tartották. Nem tetszett a bojároknak az sem, hogy Marina Mniszech lengyel hercegnőt akarta feleségül venni. A menyegzőre számos lengyel előkelőség érkezett kíséretével. A cár menyasszonya nyíltan kimutatta, hogy nincsenek ínyére a helyi szokások. Panaszkodott, hogy nem tetszik neki a „moszkvai étel”. Elérte a cárnál, hogy lengyel szakácsok,és konyhai személyzet szolgálja őt ki – az orosz lakodalmi szokásoktól eltérően – olyan napra (május 9-re) rendelték el a menyegzőt, amikor nem volt szokás ilyen ünnepet tartani. Ráadásul a cár a nagyurakat lengyel ételekkel kínálta, köztük főtt és sült borjúhússal, amit „pogány ételnek” tartottak a bojárok. Az orosz szakácsok ezt terjeszteni kezdték a nép között. Egyre erősebb lett a meggyőződés, hogy a cár nem is igazi pravoszláv orosz, hanem valójában lengyel.

## Halála
Az önjelölt cár, aki a soknapos ünnepség alatt inkább a zenészeket hallgatta, nem figyelt erre, és nem is foglalkozott az államügyekkel. Miközben a cár meglehetősen ittas vendégei – köztük a lengyelek – számos garázdaságot követtek el Moszkvában. Betörtek a házakba, rátámadtak a járókelőkre, főleg a nőkre. Ezt használta ki Vaszilij Sujszkij herceg, aki az összeesküvők élén megdöntötte a cár hatalmát. Az ál-Dmitrijt megölték. Sokan gondolják, hogy ha nem hanyagolta volna el a helyi szokásokat, betartotta volna a böjtöt és lemondott volna a borjúhús fogyasztásáról, megtartotta volna az ebéd utáni pihenőt, megőrizhette volna trónját és életét.